# Корнецел (Сібіу)
Корнецел (рум. Cornățel) — село у повіті Сібіу в Румунії. Входить до складу комуни Рошія.
Село розташоване на відстані 203 км на північний захід від Бухареста, 16 км на схід від Сібіу, 123 км на південний схід від Клуж-Напоки, 98 км на захід від Брашова.

## Населення
За даними перепису населення 2002 року у селі проживали 449 осіб. Рідною мовою 444 особи (98,9%) назвали румунську.
Національний склад населення села:
| Національність | Кількість осіб | Відсоток |
| -------------- | -------------- | -------- |
| румуни         | 438            | 97,6%    |
| цигани         | 5              | 1,1%     |